# جنیفر لینچ
جنیفر لینچ (انگلیسی: Jennifer Lynch؛ زادهٔ ۷ آوریل ۱۹۶۸) کارگردان و فیلم‌نامه‌نویس اهل ایالات متحده آمریکا است. وی دختر دیوید لینچ است. آغاز کار او حضوری کوتاه در فیلم بلند کله‌پاک‌کن به کارگردانی پدرش بود. از فیلم‌هایی که وی کارگردانی کرده، می‌توان به هلنای مشت‌زن و هیس اشاره کرد.

## اوایل زندگی
لینچ در فیلادلفیا زاده شد. پدر او هنرمند و فیلمساز دیوید لینچ است که رگه فنلاندی‌اش از طرف اوست و مادرش پگی ریوی (به انگلیسی: Peggy Reavey) نقاش است. وی در سن شش سالگی شروع به فعالیت در زمینهٔ مراقبهٔ متعالی (به انگلیسی: Transcendental Meditation) کرد.